# Kauehi
Kauehi, auch Putake genannt, ist ein Atoll des Tuamotu-Archipels in Französisch-Polynesien. Das Atoll gehört administrativ zur Gemeinde Fakarava. Kauehi erreicht eine Ausdehnung von 17 × 23 km. Das nächste Atoll, Raraka ist 17 km südöstlich gelegen.  

## Geschichte
1835 wurde das Atoll durch Robert FitzRoy erstmals urkundlich erwähnt, jedoch war die Insel schon vorher durch ihren Perlenhandel bekannt gewesen.
Der bedeutendste Ort der Insel ist Tearavero, ein Flugfeld wurde 2001 eröffnet. 